# Anelosimus salut
Anelosimus salut là một loài nhện trong họ Theridiidae.
Loài này thuộc chi Anelosimus. Anelosimus salut được miêu tả năm 2005 bởi Agnarsson & Kuntner.